# الدورة الاستثنائية الطارئة الحادية عشرة للجمعية العامة للأمم المتحدة
تركز الدورة الاستثنائية الطارئة الحادية عشرة للجمعية العامة للأمم المتحدة على الغزو الروسي لأوكرانيا عام 2022. انعقدت الجلسة في 28 فبراير 2022.

## خلفية
الدورة الاستثنائية الطارئة هي اجتماع غير مجدول للجمعية العامة للأمم المتحدة لاتخاذ قرارات أو توصيات عاجلة ولكنها غير ملزمة فيما يتعلق بقضية معينة. الجلسات الخاصة الطارئة نادرة الحدوث، حيث تم عقدها في السابق عشر مرات فقط في تاريخ الأمم المتحدة.

تم إنشاء آلية الدورة الاستثنائية الطارئة  في عام 1950 من خلال تبني الجمعية العامة لقرار "الاتحاد من أجل السلام"، والذي أدخل التغييرات اللازمة على «قواعد إجراءات الجمعية»  في ذلك الوقت. كما نص القرار على ما يلي:
... إذا فشل مجلس الأمن، بسبب عدم إجماع الأعضاء الدائمين، في ممارسة مسؤوليته الأساسية عن صون السلم والأمن الدوليين في أي حالة يبدو فيها أن هناك تهديدًا للسلام أو انتهاكًا للسلام، أو عمل عدواني، يجب على الجمعية العامة النظر في الأمر على الفور بهدف تقديم التوصيات المناسبة للأعضاء لاتخاذ تدابير جماعية، بما في ذلك في حالة خرق السلام أو عمل عدواني، واستخدام القوة المسلحة عند الضرورة، صون أو استعادة السلم والأمن الدوليين. إذا لم تكن منعقدة في ذلك الوقت، يجوز للجمعية العامة أن تجتمع في دورة استثنائية طارئة في غضون أربع وعشرين ساعة من تقديم الطلب. وتتم الدعوة إلى هذه الدورة الاستثنائية الطارئة إذا طلب مجلس الأمن ذلك بناءً على تصويت أي سبعة أعضاء، أو بأغلبية أعضاء «الأمم المتحدة»...
في 27 فبراير 2022، صوت مجلس الأمن التابع للأمم المتحدة لعقد الجلسة في اليوم التالي. وصوت أحد عشر عضوا في مجلس الأمن لصالح القرار، فيما صوتت روسيا ضده وامتنعت الصين والهند والإمارات عن التصويت. لا تتمتع روسيا بحق النقض (الفيتو) فيما يتعلق بالمسائل الإجرائية، مثل التصويت لعقد جلسة استثنائية طارئة.

## الإجراءات
في بداية الجلسة الخاصة، دعا رئيس الجمعية العامة لجمهورية جزر المالديف عبد الله شهيد الوفود إلى الوقوف دقيقة صمت.
دافعت روسيا عن عمليتها العسكرية في أوكرانيا، وألقت باللوم في العنف على كييف. وأدان ممثل أوكرانيا لدى الأمم المتحدة، سيرجي كيسليتسيا، أعمال روسيا ووصفها بأنها «جرائم حرب» ووصف قرار بوتين بزيادة الاستعداد النووي بأنه «جنون». وحذر من أنه «إذا لم تنجو أوكرانيا، فلن يستمر السلام الدولي. إذا لم تنجو أوكرانيا، فلن تنجو الأمم المتحدة... إذا لم تنجو أوكرانيا، فلا يمكننا أن نتفاجأ إذا فشلت الديمقراطية».
وقدم قرابة مائة وفد طلبات لمخاطبة الجمعية. في 2 مارس، اعتمد الاجتماع - بأغلبية 141 صوتًا مقابل 5 أصوات وامتناع 35 عضوًا عن التصويت - قرارًا غير ملزم يعيد تأكيد التزامه بسيادة أوكرانيا واستقلالها ووحدتها وسلامة أراضيها، ويستنكر عدوان روسيا وتدخل بيلاروس فيه، والمطالبة بالانسحاب الفوري والكامل وغير المشروط لجميع القوات العسكرية الروسية من أراضي أوكرانيا. كما قرر رفع الجلسة الخاصة الطارئة مؤقتًا، وتفويض رئيس الجمعية العامة باستئناف اجتماعاتها بناءً على طلب الدول الأعضاء.